# Francisco Negrín

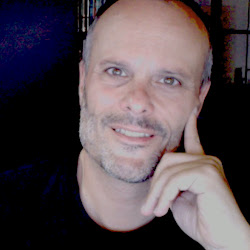
Francisco Negrin (2012)

Francisco Miguel Negrín Maggioros (* 5. Juni 1963 in Mexiko-Stadt)
ist ein spanischer Opernregisseur.

## Leben
Francisco Negrín ist der Sohn des Spaniers Francisco Negrín Díaz und der Griechin Catherine Maggioros, sein Vater ist ein Enkel des spanischen republikanischen Politikers Juan Negrín. Er zog mit seiner Familie 1972 nach Antibes, Frankreich, wo er die Schule besuchte. Negrín studierte Literatur und Kinematographie in Aix-en-Provence und Gesang am dortigen Konservatorium.  
Er begann 1982 als Statist und Praktikant beim Festival d’Aix-en-Provence und wurde Assistent des Schweizer Regisseurs François Rochaix. 1984 bis 1986 assistierte er bei Gerard Mortier am Brüsseler Opernhaus La Monnaie/De Munt und arbeitete dort unter Patrice Chéreau, Karl-Ernst Herrmann und Maurice Béjart. Ab 1986 war er freier Regisseur in London, seit 2003 wohnt er in Barcelona.
Bis 2015 hat er über 50 große Opern inszeniert, u. a. am Royal Opera House und an der De Vlaamse Opera. Er wurde mehrfach ausgezeichnet, mit dem australischen Green Room Award, mit dem Årets Reumert Award, und er war für den Laurence Olivier Award nominiert.